# Francesco d'Assisi (miniserie televisiva 1966)
Francesco d'Assisi è una miniserie televisiva italiana del 1966, diretta da Liliana Cavani, riedita nel 1972 come film.
Avrà un rifacimento cinematografico del 1989, Francesco, interpretato da Mickey Rourke e con la regia della stessa Cavani, che nel 2014 realizzerà un'ulteriore miniserie televisiva sulla vita del santo di Assisi.

## Storia
Francesco d'Assisi (1182-1226), figlio di un ricco mercante, Pietro di Bernardone, e di una gentildonna francese (Donna Pica), dopo una giovinezza dissipata, entra in crisi e scopre altri valori che cerca di diffondere. Si ritira a La Verna dove riceve il dono delle stimmate il 14 settembre 1224. Muore ad Assisi, presso Santa Maria degli Angeli (Porziuncola), la notte tra il 3 ed il 4 ottobre 1226, circondato dai suoi discepoli.

## Produzione
Il film è stato girato con la consulenza storica di Boris Ulianich. Girato in bianco e nero in 16 mm, fu all'epoca il primo film per la televisione della Rai, su commissione di Paolo Valmarana. Il film venne proposto in due puntate, il 6 e l'8 maggio 1966 in prima serata dal primo canale, ed ebbe un pubblico di circa 20 milioni di telespettatori. Ne fu ricavata anche una riduzione cinematografica.
Nel 2007, il film è stato restaurato da Cinecittà Holding, presso i laboratori di Cinecittà Studios e con il contributo del Ministero per i Beni e le Attività Culturali (Direzione Generale Cinema).